# Tahunan (Tahunan)
Tahunan is een bestuurslaag in het regentschap Jepara van de provincie Midden-Java, Indonesië. Tahunan telt 13.736 inwoners (volkstelling 2010).